# Wen Jiabao
Dans ce nom chinois, le nom de famille, Wen, précède le nom personnel.
Wen Jiabao est un homme d'État chinois né le 15 septembre 1942 à Tianjin. Il est Premier ministre de Hu Jintao de 2003 à 2013.

## Biographie

### Jeunesse et montée dans le parti
Natif de Tianjin, Wen Jiabao va au collège de Nankai qui a été fréquenté par l’ancien premier ministre Zhou Enlai. Il est diplômé de la faculté de géologie structurale de l'Institut de géologie de Pékin. Wen rejoint le Parti communiste chinois en avril 1965 et commence à travailler en 1967.
Après avoir terminé ses études supérieures, il commence sa carrière au bureau de géologie de la province de Gansu. De 1968 à 1978, il a présidé l'équipe d'étude géomécanique du Bureau géologique de la province de Gansu et a dirigé sa section politique. Wen a pris du galon, devenant chef du bureau géologique de la province, puis vice-ministre de la géologie et des ressources minérales.
Wen a été « découvert » par Hu Yaobang, alors secrétaire général du PCC, en 1985, et a rejoint les rangs du Comité central et du Politburo. Après 1989, le public s'est demandé si Wen était plus proche de Hu Yaobang ou de Zhao Ziyang, mais Wen a implicitement confirmé qu'il était un protégé de Hu en publiant son article de 2010 intitulé « Recalling Hu Yaobang when I returned to Xingyi » (Souvenir de Hu Yaobang à mon retour à Xingyi). Après avoir été promu à Pékin, Wen a occupé le poste de chef du bureau des affaires générales du parti, un organe chargé de superviser les activités quotidiennes des dirigeants du parti. Il est resté à ce poste pendant huit ans.
Au cours de sa carrière, Wen s'est constitué un réseau de mécènes. Tout au long de cette période, Wen a été considéré comme un administrateur et un technocrate solide, ayant acquis une réputation de méticulosité, de compétence et d'orientation vers des résultats tangibles. Le premier ministre sortant Zhu Rongji a montré son estime pour Wen en lui confiant, à partir de 1998, la tâche de superviser les politiques agricoles, financières et environnementales au bureau du vice-premier ministre. Ce poste était considéré comme crucial au moment où la Chine se préparait à entrer dans l'Organisation mondiale du commerce. De 1998 à 2002, Il a été secrétaire de la Commission centrale des finances. À la fin des années 1990, Wen et Zhang Peili ont été les principaux investisseurs et fondateurs de Ping An Insurance, qui a été créée avec l'aide de la famille du magnat de Hong Kong Cheng Yu-tung par l'intermédiaire de la société immobilière New World Development.

### Les évènements de Tiananmen
En 1989, les changements politiques de la république populaire de Chine entraine de nombreuses contestations quant-à l'autorité du parti communiste chinois. C'est durant ces évènement que la carrière politique de Wen a connu ses moments les plus difficiles. Après avoir accompagné Zhao lors de sa visite aux étudiants manifestant sur la place Tiananmen en 1989, Wen s'est exposé auprès d'une figure frondeuse du parti. Contrairement à Zhao, qui a été exclu du parti quelques jours plus tard pour « insubordination grave » et a vécu en résidence surveillée à Pékin jusqu'à sa mort en janvier 2005, Wen a survécu aux conséquences politiques des manifestations.

### Premier mandat comme premier ministre
Lors de sa prise de fonction au sein du comité permanent du Politburo du Parti communiste chinois, la plus haute instance dirigeante de Chine, en novembre 2002, Wen devient numéro trois du régime (après Hu Jintao et Wu Bangguo). La nomination de Wen au poste de premier ministre est confirmée par le Congrès national du peuple avec plus de 99 % des voix des délégués.

#### Renforcement des réformes
Après son accession au poste de premier ministre, Wen a supervisé la poursuite des réformes économiques et a participé à la réorientation des objectifs nationaux. Les réformes ont modifiés les objectifs dictés par le PCC, passant d'une croissance économique à tout prix à une croissance qui met également l'accent sur une richesse plus égalitaire. Les réformes ont également portée sur d'autres objectifs sociaux, tels que la santé publique et l'éducation. Le large éventail d'expériences et d'expertises de Wen, particulièrement efficace lorsqu'il présidait les politiques agricoles sous Zhu Rongji, a été important lorsque la « quatrième génération » a cherché à revitaliser l'économie rurale dans les régions laissées pour compte par les deux dernières décennies de réforme. Par la suite, le gouvernement chinois de Wen a commencé à se concentrer sur les coûts sociaux du développement économique, qui comprennent les dommages causés à l'environnement et à la santé des travailleurs. En novembre 2003, Wen et son gouvernement ont introduit le slogan des « cinq coordinations globales » qui soulignait les priorités du Parti communiste pour un développement harmonieux et scientifique : atténuer les déséquilibres urbains-ruraux, les déséquilibres interrégionaux, les déséquilibres socio-économiques, les déséquilibres entre l'homme et l'environnement et les déséquilibres entre les pays et l'étranger. L'économie chinoise a conservé un taux de croissance élevé tout au long du premier mandat de Wen, avec un taux de croissance moyen du PIB de 11 % entre 2003 et 2008.

#### Question médicale
La santé publique à connue deux épisodes majeurs sous la direction de Wen. Début 2003, il a contribué à mettre fin à l'inaction officielle face à la crise du SRAS. Le 1er décembre 2004, il est devenu le premier grand responsable chinois à s'attaquer publiquement au problème du sida, qui a dévasté certaines régions du Yunnan et du Henan et menace de peser lourdement sur le développement de la Chine.
Wen a participé à deux épisodes majeurs concernant la santé publique. Début 2003, il a contribué à mettre fin à l'inaction officielle face à la crise du SRAS. Le 1er décembre 2004, il est devenu le premier grand responsable chinois à s'attaquer publiquement au problème du sida, qui a dévasté certaines régions du Yunnan et du Henan et menace de peser lourdement sur le développement de la Chine. Depuis mai 2004, Wen a effectué plusieurs visites dans des communautés dévastées par le sida, voyages qui ont été largement diffusés par les médias nationaux. Le pouvoir s'est aussi engagé sur la santé et de la sécurité des anciens toxicomanes ; depuis mars 2004, Wen a visité plusieurs centres de traitement des toxicomanes dans le sud de la Chine et a abordé la question en personne avec les patients, reconnaissant que le SIDA est plus susceptible de se propager par la toxicomanie et la réutilisation de seringues hypodermiques que par le contact sexuel.

#### Ruralité
Wen était connu pour effectuer des visites dans des zones relativement pauvres de la campagne chinoise au hasard, afin d'éviter les préparatifs élaborés pour apaiser les fonctionnaires et dissimuler la situation réelle, ce qui est souvent le cas en Chine. Il était connu pour souvent aborder le sujet de la pauvreté urbaine lors des réunions des comités du Conseil d'État. Avec le secrétaire général Hu Jintao, le gouvernement s'est concentré sur les « trois questions rurales », à savoir l'agriculture, la campagne et les agriculteurs. En 2005, l'administration Hu-Wen a entièrement aboli la taxe agricole.

#### Diplomatie
En décembre 2003, Wen s'est rendu pour la première fois aux États-Unis. Au cours de ce voyage, Wen a réussi à convaincre le président George W. Bush d'émettre des critiques diplomatiques à propos des comportements de Taiwan. Wen s'est également rendu au Japon en avril 2007 dans le cadre de ce qui a été appelé le « voyage de dégel », au cours duquel il a qualifié les relations entre les puissances asiatiques de « bénéfice mutuel ». Il a également rencontré l'empereur Akihito et joué au base-ball. Le 15 mars 2005, après l'adoption de la loi anti-sécession par l'Assemblée nationale populaire à une majorité de 2 896 voix contre zéro et deux abstentions, Wen a déclaré « Nous ne souhaitons pas d'intervention étrangère, mais nous n'en avons pas peur », faisant allusion à la position des États-Unis sur Taïwan. Cette déclaration lui a valu une longue salve d'applaudissements, ce qui est rare, même selon les critères chinois. En conséquence, le budget Chinois a augmenté de 18% en 2007.

#### Stratégie de croissance
Après la conclusion de l'Assemblée nationale populaire de 2007, Wen a critiqué l'état de l'économie chinoise dans des commentaires qui ont été décrits plus tard comme les « Quatre Uns ». Wen a déclaré qu'après trente ans de croissance économique rapide, l'économie risquait de devenir instable, déséquilibrée, non coordonnée et non durable. Ses commentaires sur le risque d'une économie non durable font allusion à la surconsommation de ressources, en particulier de charbon, ainsi qu'aux disparités croissantes en matière de revenus et de richesses.

### Second mandat comme premier ministre
Wen Jiabao a été nommé pour un second mandat de cinq ans en tant que premier ministre le 16 mars 2008. Il a eu pour objectif de freiner l'inflation et de présenter le pays au monde entier lors des Jeux olympiques d'été de 2008. Wen a été confronté à de graves problèmes économiques alors que le monde était de plus en plus touché par la crise économique de 2008. La stabilité sociale et l'activisme régional dans les régions rétives de l'arrière-pays chinois ont également dominé son agenda politique. Le 18 mars 2008, lors de la conférence de presse en 2008, Wen a suivi la ligne du gouvernement en blâmant les partisans du Dalaï Lama pour les violences au Tibet, et a déclaré, en opposition aux organismes internationaux, que les forces de sécurité chinoises avaient fait preuve de retenue face aux émeutes et aux troubles dans les rues de Lhassa. Le 12 novembre 2010, lors de la cérémonie d'ouverture des Jeux asiatiques de 2010 à Guangzhou, Wen est devenu le premier non-chef d'État à ouvrir les Jeux asiatiques.
Dans son dernier discours en tant que premier ministre chinois, M. Wen a mis en garde contre les divisions croissantes entre les riches et les pauvres, les dangers d'une dégradation incontrôlée de l'environnement et les risques posés par une croissance économique déséquilibrée.

#### Séisme du sichuan
Le 12 mai 2008, un important séisme a eu lieu dans la province montagneuse du Sichuan, causant des centaines de milliers de victimes. La popularité du premier ministre Wen Jiabao s'est alors considérablement accrue lorsqu'il s'est rendu dans la zone sinistrée du Sichuan quelques heures à peine après la catastrophe. Il a été nommé commandant général du comité d'aide aux victimes du tremblement de terre immédiatement après la catastrophe. À la suite de ses visites dans la région, des images du premier ministre ont été diffusées dans les médias nationaux, et de nombreuses vidéos ont fait leur apparition sur les sites vidéo chinois, établissant des comparaisons avec l'ancien premier ministre Zhou Enlai. Alors que les dirigeants du parti sont souvent montrés à la télévision d'État avec un air plutôt rigide et assis sans bouger, l'image de Wen sur place et sa nature candide ont attiré un grand nombre de citoyens chinois.

#### Congrès de 2009
Avant l'ouverture du Congrès national du peuple 2009, le 28 février, le premier ministre Wen Jiabao s'est connecté à un chat vidéo pour répondre à des questions posées par le site web officiel du gouvernement chinois et par l'agence de presse officielle Xinhua. Au cours de la session, Wen a ouvertement plaidé en faveur de la transparence du gouvernement et a fait remarquer qu'il était quelque peu nerveux à cette occasion.
Lors du congrès, le premier ministre a également fait passer un message rassurant selon lequel la croissance du PIB ne tomberait pas en dessous de 8 % en 2009. Il n'a pas présenté de nouveau plan de relance et a minimisé les spéculations selon lesquelles une partie des 1,18 trillion de Yuan dépensés par le gouvernement central n'était pas directement injectée dans l'économie. Il a également exprimé son inquiétude quant à la sécurité des avoirs de Pékin en titres du Trésor américain. Dans un geste plus inhabituel, Wen a également exprimé son intérêt pour une visite à Taïwan, déclarant qu'il « ramperait là-bas s'il ne pouvait pas y marcher ».

#### Affaires étrangères
En octobre 2009, Wen Jibao se rend en corée du nord et à Pyongyang pour rencontre le président nord-coréen Kim-jong-il, une première depuis le voyage de Li Peng.Wen a également rencontré les dirigeants de l'Union européenne lors d'une conférence Chine-UE fin novembre 2009, au cours de laquelle il a rejeté les appels lancés à la Chine pour qu'elle réévalue son yuan et réexamine son régime de change. Wen a fait remarquer à Nankin que « certains pays font d'une part pression sur la Chine pour qu'elle apprécie sa monnaie et d'autre part pratiquent le protectionnisme commercial à l'encontre de la Chine sous de nombreuses formes différentes ».
En décembre, dans ce qui a été perçu comme une légère réprimande du Premier ministre canadien Stephen Harper lors de la visite de travail de ce dernier en Chine, Wen a déclaré : « C'est votre premier voyage en Chine et c'est la première rencontre entre le Premier ministre chinois et le Premier ministre canadien depuis près de cinq ans. Cinq ans, c'est trop long pour les relations entre la Chine et le Canada ». Le premier ministre chinois s'est ensuite rendu à la conférence des Nations unies sur le changement climatique en 2009, il y a rencontré le président américain Barack Obama à deux reprises afin d'obtenir un accord non contraignant de dernière minute sur la réduction des émissions de gaz à effet de serre.

#### Chute de Bo Xilai
Durant la présidence de Hu Jintao, les gouverneurs de provinces ont bénificiés d'une large autonomie. C'est le cas de Bo Xilai, le secrétaire du parti communiste de la municipalité-région de Chongqing. Dans cette ville, Bo a mis en place un système communiste conservateur et interventionniste connu comme le "modèle de Chongqing". Figure de la faction conservatrice du parti, Bo Xilai s'opposait frontalement aux réformes de Wen Jiabao lorsqu'il occupait le poste de ministre du commerce dans son gouvernement. Le maire de Congqing s'imposait comme le principal rival de Wen et comme un possible successeur à Hu Jintao. Avec l'aide de Wu Yi, Wen Jiabao est parvenu à empêcher Bo Xilai de devenir vice-premier ministre en 2008. En février 2012, lorsque Bo Xilai rentre dans la tourmente après l'incident de Wang Lijun, Wen s'attaque ouvertement à Bo en coordonant les manœuvres visant à sa destitution au sein du parti. Le 14 mars, devant l'Assemblée Nationale populaire, Wen dénonce l'administration de Chongqing par Bo Xilai. Le lendemain, Bo est démis de ses fonctions et assigné à résidence. Bo est exclu du parti en 2012 et condamné à la prison à vie en 2013.

#### Retrait de la vie politique
Après le 18e Congrès du Parti en novembre 2012, Wen a quitté son poste de membre du Comité permanent du Politburo. En mars 2013, il se retire de la vie politique après que Li Keqiang lui a succédé au poste de premier ministre de la Chine.

## Personnalité et image publique
D'abord considéré comme calme et discret, Wen a ensuite cultivé l'image d'un « homme du peuple ». Contrairement à Jiang Zemin et à ses protégés du comité permanent du Politburo, qui forment la « clique de Shanghai », Wen et Hu sont tous deux originaires des vastes régions intérieures de la Chine. Nombreux sont ceux qui ont noté les contrastes entre Wen et Hu Jintao, « hommes du peuple », et Jiang Zemin, l'ancien maire flamboyant de Shanghai et polyglotte. À l'instar de Hu Jintao, dont l'intelligence et la mémoire photographique ont facilité son ascension fulgurante au pouvoir. En mars 2003, Wen, habituellement effacé, aurait déclaré : « L'ancien ambassadeur suisse en Chine a dit un jour que mon cerveau était comme un ordinateur ».
D'un tempérament doux et conciliant, surtout par rapport à son prédécesseur, Zhu Rongji, un homme dur et au franc-parler, le style de gestion consensuel de Wen lui a permis de s'attirer beaucoup de bonnes grâces, mais lui a aussi créé des opposants qui soutiennent des décisions politiques plus strictes. Wen est notamment connu pour s'être opposé à Chen Liangyu, alors chef du parti à Shanghai, au sujet des politiques du gouvernement central.

## Controverses

### Fortune
Selon le New York Times, la famille proche de Wen Jiabao possèderait, en 2012, une fortune d'au moins 2,7 milliards de dollars,.
Selon cette enquête, la famille de M. Wen possède des « intérêts diversifiés dans des banques, des bijouteries, des stations touristiques, des compagnies de télécommunication et des projets d’infrastructure, en recourant parfois à des entités extraterritoriales. Cette fortune aurait été constituée en dix ans depuis l'arrivée du chef du gouvernement au pouvoir.
Dès la parution de l’article le 26 octobre, le site du New York Times a été bloqué en Chine. Contrairement aux habitudes de silence des autorités chinoises dans ce genre d'affaire, le premier ministre en exercice a démenti ces informations par l'intermédiaire de son avocat.
En dépit de sa censure en Chine, l'article du New York Times semble avoir passablement écorné l'image publique de Wen Jiabao car l'information s'est rapidement répandue sur les réseaux sociaux chinois.

## Positions
Wen Jiabao est plutôt considéré comme un réformiste en Chine. Il a en particulier prononcé en février 2007 un discours sur la démocratie en Chine. Il y explique que la démocratie est une valeur non pas occidentale mais universelle. Le temps démocratique de la Chine n'est pas encore venu pour lui car la prospérité économique et le niveau de l'éducation ne sont pas suffisants, mais cette démocratisation s'effectuera petit à petit avec des réformes.
Dans une déclaration faite à l'agence de presse Chine nouvelle le 21 août 2010, Wen Jiabao prend position pour une réforme du système politique. Selon lui, les autorités doivent « résoudre le problème de la concentration excessive du pouvoir, créer des conditions permettant au peuple de critiquer et de contrôler le gouvernement et réprimer fermement la corruption ».
En février 2012, Wen Jiabao considère que l'immolation de Tibétains est contraire aux intérêts tibétains, il précise que la Chine respecte « l'environnement écologique et la culture traditionnelle du Tibet, ainsi que sa liberté religieuse ».

### Avis portés sur son action politique
L'écrivain chinois Yu Jie a publié l'ouvrage China's Best Actor: Wen Jiabao (en) (Wen Jiabao le roi de la comédie) où il critique Wen Jiaobao. Yu Jie considère que son ascension politique est la conséquence de son opportunisme politique et non de sa « modération »,
En mars 2010, Yu Jianrong, Directeur du Centre de recherche sur les problèmes sociaux à l’Académie des Sciences Sociales, affirme que la politique de Hu Jintao et de Wen Jiabao a échoué, et qu’elle est vouée à l’échec, mettant en garde contre la survenue de troubles sociaux et d’un désastre,.
Pour le sinologue australien Geremie Barmé, paradoxalement les propos du dissident chinois Liu Xiaobo, prix Nobel de la paix en 2010, ne sont pas très différents de ceux de Wen Jiabao. Ce dernier plaidait, sur CNN le 3 octobre 2010, pour la démocratie, l'abandon du rôle dirigeant du PCC et la liberté de parole.
Selon Jean-Philippe Béja, les déclarations du premier ministre Wen Jiabao écrivant un article élogieux pour l'ancien secrétaire général réformateur du Parti Hu Yaobang et indiquant par ailleurs « sans réforme du système politique, les avancées de la réforme économique ne seront pas garanties » seraient significatif de la possible évolution du système politique chinois. L'arrestation en 2009 de Liu Xiaobo puis l'attribution en 2010 du prix Nobel de la paix seraient un accélérateur des interrogations au sein du Parti communiste chinois de « l'efficacité du tout répressif, à l'intérieur comme à l'international ».
Le sinologue Jean-Luc Domenach dans un entretien donné en 2010 avance que « la Chine a probablement les dirigeants les plus intelligents de l'histoire du communisme. Le Premier ministre chinois, Wen Jiabao, est probablement le meilleur au monde ».

## Famille
Son fils, Wen Yunsong est un homme d'affaires, il a créé une société de capital-investissement devenue l'une des plus importantes de Chine et dans laquelle le gouvernement de Singapour est associé. En 2006, il fonde la société Trend Gold Consultants aux îles Vierges britanniques, cette société est dissoute en 2008. Depuis 2012, il est président d'une entreprise publique, la  China Satellite Communications.
Sa fille est Wen Ruchun. La  holding financière JPMorgan Chase a versé une rémunération de 75 000 dollars par mois, pendant deux ans, à un cabinet dirigé par une certaine Lily Chang, alias de Wen Ruchun, ce cabinet comportant deux personnes dont Lily Chang. Une enquète est engagée sur les conditions de ce contrat par la Securities and Exchange Commission, organisme anti-corruption de la bourse de New-York.

## Chronologie
- 1968-1979 : membre d'une équipe de prospection géomécanique dans la province du Gansu en Chine du Nord-Ouest.
- 1979-1982 : chef adjoint de section et directeur général adjoint du bureau géologique de la province du Gansu.
- 1982-1983 : directeur du bureau de recherches sur la politique et la loi relevant du ministère de la Géologie et des Ressources minières et membre de l'équipe de direction du Parti.
- 1983-1985 : vice-ministre de la Géologie et des Ressources minières.
- 1985-1987 : directeur adjoint et directeur de la direction générale du CC (Comité central) du PCC (Parti communiste chinois).
- 1987-1992 : membre suppléant du Secrétariat du CC du PCC et directeur de la Direction générale du CC du PCC.
- 1992-1993 : membre suppléant du Bureau politique du CC du PCC, membre du Secrétariat du CC du PCC et directeur de la Direction générale du CC du PCC (14e Politburo).
- 1993-1997 : membre suppléant du Bureau politique du CC du PCC et membre du Secrétariat général du comité central du PCC.
- 1997-1998 : membre du Bureau politique du CC du PCC et membre du Secrétariat du CC du PCC.
- 1998-2002 : membre du Comité permanent du bureau politique du PCC, membre du Secrétariat général du comité central du PCC et vice-Premier ministre du Conseil des affaires de l’État (15e Politburo). Il est membre du 16e Politburo et du 17e.